# Mộc Tịnh
Mộc Tịnh (giản thể: 沐并; phồn thể: 沐並; bính âm: Mu Bing; ? - ?), tự Đức Tín (德信), là quan viên Tào Ngụy thời Tam Quốc trong lịch sử Trung Quốc.

## Cuộc đời
Mộc Tịnh quê ở quận Hà Gian, Ký Châu, từ nhỏ mồ côi cha, sinh hoạt nghèo khổ, nhưng vẫn tu chí học tập, làm người có tiết tháo. Tịnh từng đến chơi nhà chị gái. Chị của Tịnh biết em khổ nhọc, bèn giết gà làm cơm để đãi, nhưng Tịnh kiên quyết không nán lại dùng bữa. Năm 191, Viên Thiệu làm chủ Ký Châu, Mộc Tịnh bắt đầu ra làm quan.
Mộc Tịnh làm người công chính, không sợ cường quyền. Năm 208, tư không Tào Tháo phế bỏ Tam công, tự lập làm thừa tướng, lấy Tịnh làm quân mưu duyện của phủ thừa tướng, thay thế Khiên Chiêu, sau lại thay Tịnh bằng Ngỗi Hi.
Đầu những năm Hoàng Sơ (220 – 226), Tào Phi cướp ngôi Hán Hiến đế, phong thưởng quan viên, Mộc Tịnh chuyển chức huyện lệnh Thành Cao. Quan hiệu sự Lưu Triệu (劉肇) đi qua Thành Cao, sai người đến huyện phủ đòi hỏi cung cấp thực phẩm. Bấy giờ, quận Hà Nam đang gặp dịch châu chấu lẫn hạn hán, không thể mang ngũ cốc trong huyện đưa ra. Trong lúc các quan viên đang bàn bạc thì Lưu Triệu xông vào nhà Mộc Tịnh chửi bới. Mộc Tịnh nổi giận, xách dao ra, gọi người đến truy bắt Lưu Triệu. Triệu sợ hãi, bỏ chạy về kinh đô báo cho Tào Phi. Phi giận giữ, hạ chiếu chỉ trích Mộc Tịnh ỷ vào danh tiếng mà làm việc không có cố kỵ, cho người bắt giữ xử tử hình.
Mộc Tịnh may mắn thoát chết, nhưng vẫn bị xử khôn hình (cạo đầu). Sau khi thụ hình, Tịnh được phục chức, nhưng chức quan không hề biến động trong hơn 10 năm. Đến những năm Chính Thủy (240 – 249) thời Tào Phương, Mộc Tịnh mới được thăng chức tam phủ trưởng sử. Sau 8 năm, chuyển chức thái thú quận Tế Âm.
Khi đã ngoài 60 tuổi, Mộc Tịnh được triệu về trung ương, giữ chức nghị lang. Tịnh bấy giờ tuổi cao, lại trải qua sự chìm nổi chốn quan trường, nhận thức được nhân sinh vô thường, liền chuẩn bị sẵn hậu sự cho bản thân, đề xuất tiết táng.
Vào năm Chính Thủy (249 – 254), Tịnh bệnh nặng, sai người đào sẵn huyệt mộ, lại bảo hai con trai chờ đến khi bản thân tắt thở thì lập tức hạ táng; lại dặn người nhà không được khóc tang, không cho nữ quyến đưa ma, không cho người ngoài đến tế bái, không dùng đồ ăn hiến tế; cũng dặn sau đó không được cùng táng, không được trồng cây trên mộ. Vợ Tịnh cùng hai con trai Mộc Vân, Mộc Nghi đều vâng theo.

## Gia đình
Mộc Tịnh có hai con trai là Mộc Vân (沐雲) và Mộc Nghi (沐儀), nhờ sự tích tiết táng mà để lại danh tiếng tốt.

## Bên lề
Năm 241, tướng Ngô là Chu Nhiên, Gia Cát Cẩn bao vây Phàn Thành, cho thuyền dừng ở phía đông núi Hiện để lấy củi, lại cho lính người Tường Kha nấu cơm. Có người nấu chín trước bèn gọi người khác: Cùng ăn đi!, khi bị từ chối thì lại hỏi: Ngươi học theo Mộc Đức Tín ư? Điều này cho thấy thanh danh của Mộc Tịnh nổi tiếng đến mức người man ở đất Tường Kha cũng biết đến.

## Trong văn hóa
Mộc Tịnh không xuất hiện trong tiểu thuyết Tam quốc diễn nghĩa của La Quán Trung.